# Marton Ákos
Marton Ákos, születési nevén Marton Ármin (Pest, 1869. december 9. – Budapest VIII. kerülete, 1945. február 6.) magyar építész.

## Élete
Életéről kevés adat ismert. Marton Lipót kereskedő és Stiglitz Rozália fiaként született. Szalka Jakabbal közösen 1907-ben nyitotta meg irodáját a budapesti Lipót körút 8.-ban. Főként kivitelezéssel foglalkoztak, de befektetésként néhány telket is vásároltak, köztük a Fővám térit (Molnár u. 53.), az összes közül a legértékesebbet.
Marton több bérházat és egyéb épületet tervezett a 20. század elején.

## Családja
Felesége Schosberger Gizella volt, Schosberger Mór esernyőgyáros és Kisch Róza lánya, akivel 1895. május 12-én Budapesten kötött házasságot.
Lánya Marton Istvánka, férjezett Kaufmann Tivadarné.

## Ismert épületei

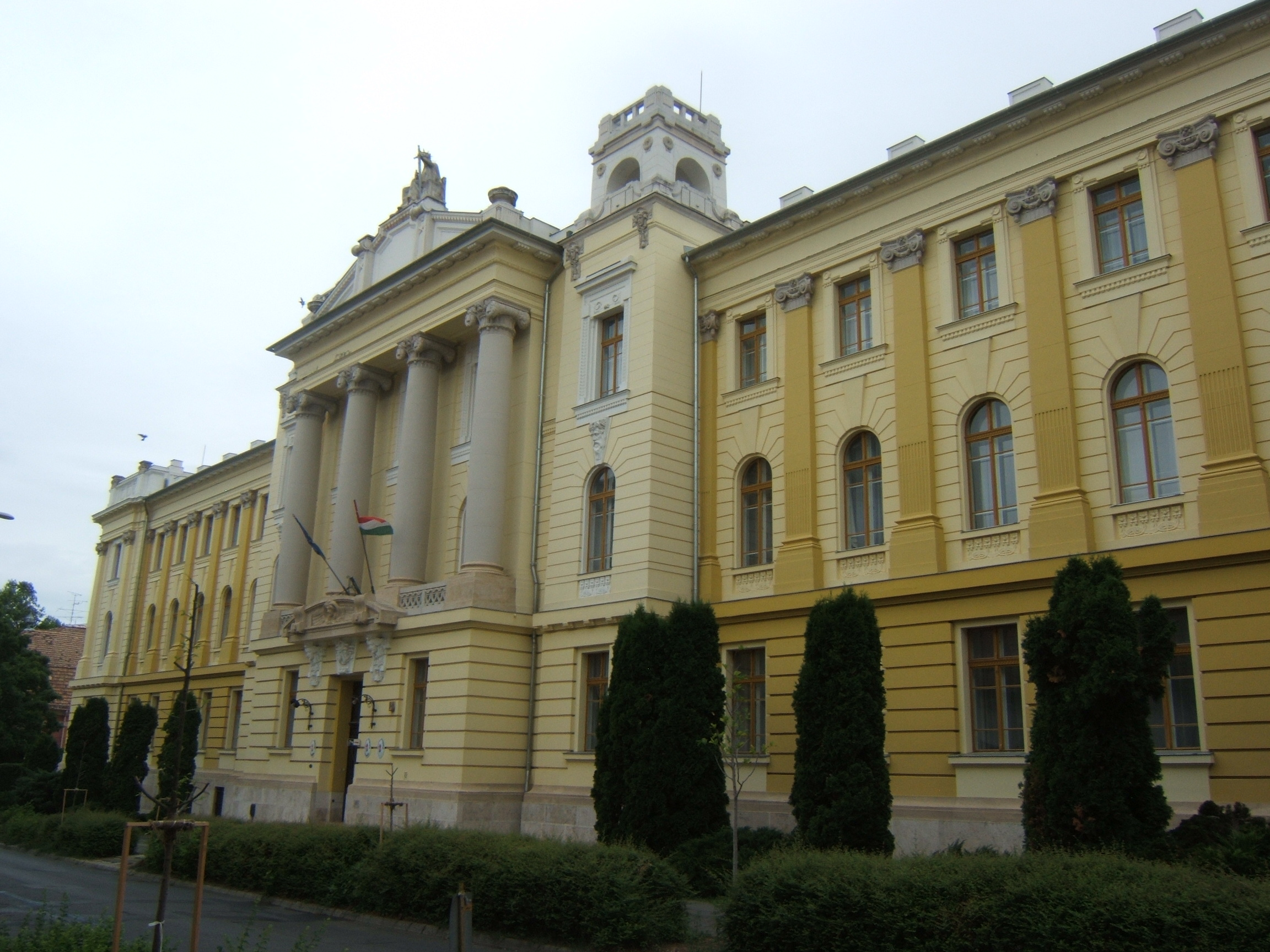
Igazságügyi palota, Kaposvár

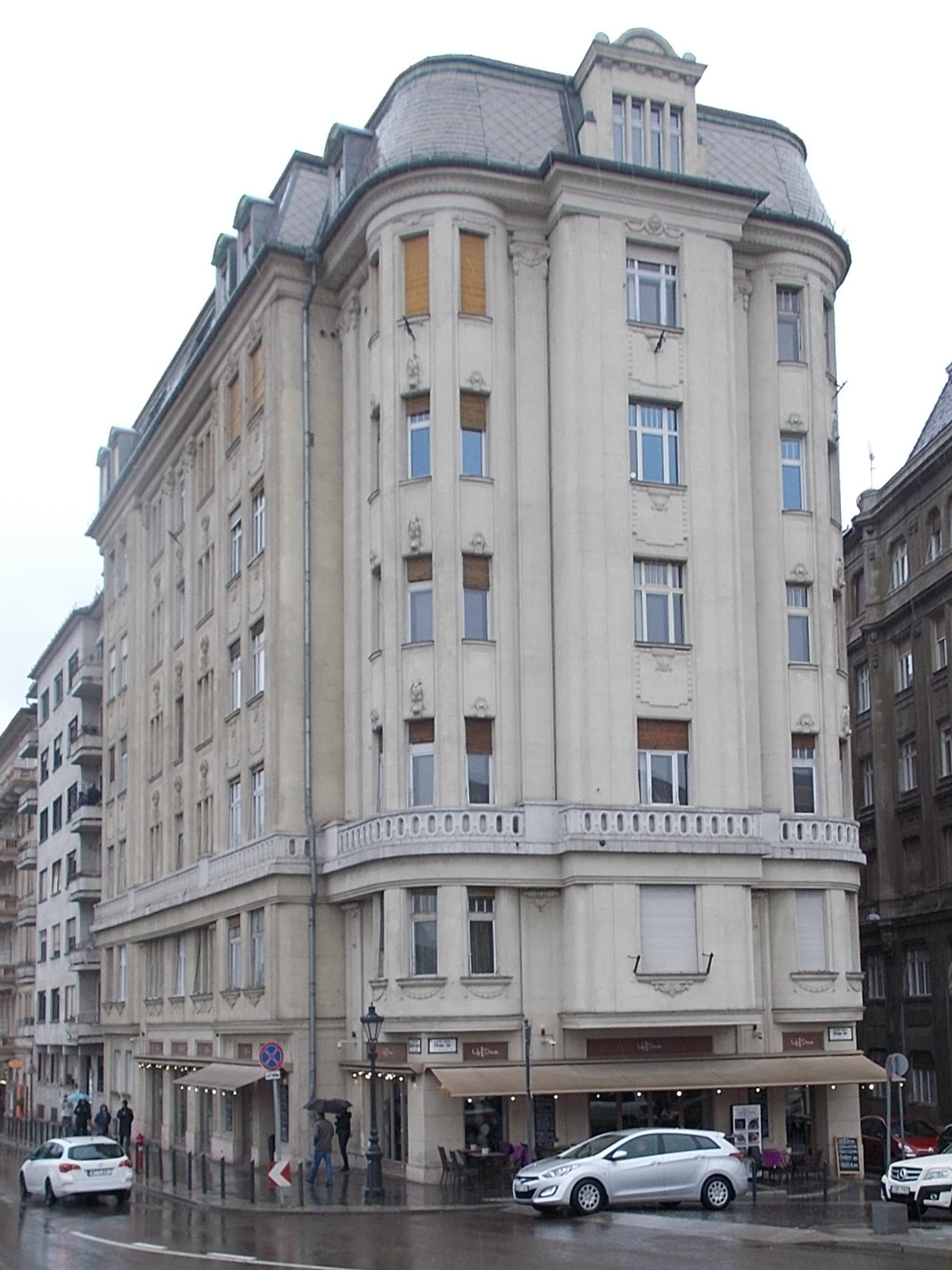
bérház, Budapest, Molnár utca 53.

- 1905–1906: Bodnár Ignác és Lukács Jenő villamoskészülékek gyára és bérháza, Budapest, Eötvös utca 38.[6][7]
- 1905–1907: Somogy Vármegyei Büntetés-végrehajtási Intézet, Kaposvár, Kossuth Lajos u. 19.[8]
- 1905–1907: Igazságügyi palota, Kaposvár, Bajcsy-Zsilinszky utca 3. (Károlyi Emillel és Riemer Márkkal közös munka)[7][9][10][11]
- 1906: Szent Imre kápolna, Bagimajor, Kengyel[12]
- 1906: bérház, Budapest, Bajza utca 68.[13]
- 1910–1911: Marton és Szalka bérháza, Budapest, Lónyai utca 36. (Szalka Jakabbal közös munka)[14]
- 1913–1916: bérház, Budapest, Molnár utca 53.[7]

### Tervben maradt épületek
- 1903: Posta- és Távírda Igazgatóság székháza, Pozsony (Károlyi Emillel és Riemer Márkkal közös munka)[15]
- 1903: Törvényszéki palota, Nagybecskerek (Riemer Márkkal közös munka)[16][17][18]
- 1903: evangélikus templom tornya, Breznóbánya[19]
- 1904: Törvényszéki palota, Gyulafehérvár[16][20]

### Kivitelezőként
- 1914: Külgazdasági és Külügyminisztérium, Budapest, Bem rakpart 47. (tervezte: Bálint Zoltán és Jámbor Lajos)[21]